# 岩谷徹 (版画家)
岩谷 徹（いわや とおる) (1936年-）は、日本の版画家。銅版画の一種であるメゾチント・カラーメゾチント技法作家。

## 略歴
福島県郡山市にて1936年に生まれる。福島県立安積高等学校を卒業し、東京水産大学(現在の東京海洋大学)に19歳のとき入学した。24歳で 郡山市へ帰省。1965年29歳で菅野慶子と結婚。1971年35歳でフランスに渡り、パリの屋根裏で28年間一度も引っ越す事なく生活し、150点のメゾチントを作成した。それらの作品のサイズは中から小作品が多く、カラー作品は主版ばかりでなく他のすべての色版もメゾチント技法を使った。35年間で大作20点を含む30数点の能面シリーズを完成させた。1999年に帰国した。

## 展示会

### 個展
1978年
パリにて個展
1980年
ギャラリーアンタレス
ケルンにて個展
モントリオールのケベック大学にて
東京のギャラリーオスカーアート
1982年
カナダのハルにて日本大使出席のもとで
1983年
東京、横浜、武蔵野にて
1984年-1986年
スイスのジュネーヴ、ギャラリーベルナール、ルチュにて
1987年
札幌、ギャラリー彩
1989年
大阪府、ギャリー壺中天
1991年
郡山市、郡山文化ｾﾝﾀｰ
1992年
東京都、ギャラリー毛利
1993年
東京都、養清堂画廊
1994年
東京都、伊勢丹新宿本店
1997年
東京都、養清堂画廊
2000年
東京都、兜屋画廊
2001年
東京都、秀友画廊
2004年
新潟県、知足美術館
2005年
福岡県、福岡市美術館
2006年
福岡県、福岡日動画廊
2007年
福島県、アートスペースエリコーナ 銅版画展－メゾチントの世界－
2011年
福島県、アートスペースエリコーナ 銅版画展－40年の成果－能面シリーズ

### グループ展
1982年
アメリカ、ニューヨーク、浜口陽三とグループ展
1986年
アメリカ、ニューヨーク、浜口陽三,斉藤カオルとグループ展
1987年
スイス、ジュネーヴ、岩谷徹を中心としたメゾチントのグループ展
1989年
埼玉県、埼玉県立近代美術館主催展覧会「地,間,余白」展に招待出品[Ground, Interval, Space]
2002年
フランス、「タイユ.エ.クレヨン」主催による７人の銅版画家の７つのテクニック展

## 代表作品
能面シリーズ・日本スタイル・太陽,月・道化,ピエロ・花・風景・静物・宗教的・仮面,人形 ・シュール的がある。

## 受賞歴
- 1972年 - サロン・デ・アルティスト・フランセ で銅賞受賞（フランス・パリ）